# Parata notturna
Parata notturna (You're a Sweetheart) è un film del 1937 diretto da David Butler, una commedia musicale con la direzione orchestrale di Charles Previn e le coreografie firmate da Carl Randall.
Lo scenografo Jack Otterson ottenne nel 1938 la candidatura all'Oscar alla migliore scenografia.

## Trama
Don King, importante produttore di Broadway, scopre che la data del debutto del suo nuovo (e costoso) show è la stessa di quella di una convention di beneficenza. Preoccupato che nessuno possa venire al suo spettacolo, dietro suggerimento di un cameriere, King fa girare la falsa voce che un milionario ha affittato il teatro per un'intera settimana, così che la star dello spettacolo, Betty Bradley, possa recitare solo per lui. La notizia corre e crea scalpore nel pubblico degli spettatori di Broadway.
Ovviamente, il milionario non esiste e viene impersonato da Hal, il cameriere. Ma King deve sborsare un sacco di soldi per reggere il gioco. Betty, che si rifiuta di far parte di tutte le trovate di King, viene tenuta all'oscuro che il suo corteggiatore milionario è, in verità, un cameriere. Alla fine della settimana, King ha finito il denaro e Hal si rende uccel di bosco. Il produttore, che ama Betty, le racconta la storia dello stratagemma, fingendo di essere estraneo a tutta la vicenda e di averla solo subita. Ma Betty, che si è innamorata di Hal, non cambia i suoi sentimenti e chiede a King di aiutarla a ritrovarlo. Gli chiede anche di vendere i diritti dello spettacolo per poter andare in scena. Il nuovo finanziatore, Conway Jeeters, pensa di essere stato preso in giro quando viene a sapere che Hal non è un milionario, ma poi accetta il rischio, dicendosi che, se lo show avrà successo, ne guadagneranno tutti.

## Produzione
Il film fu prodotto dall'Universal Pictures. Il titolo del soggetto originale del film era Young Man's Fancy.

## Distribuzione
Distribuito dall'Universal Pictures, il film uscì nelle sale cinematografiche USA il 26 dicembre 1926. Ne vennero curate diverse riedizioni: nel 1948, fu distribuito dalla Film Classics e, nel 1949, dalla Realart Pictures, uscendo in sala il 1º marzo 1949.